# Georg Saakadze
Georg Saakadze (georgiska: გიორგი სააკაძე) var en georgisk politiker och general på 1600-talet.